# Rake
Rake es una serie de televisión australiana, producida por Essential Media and Entertainment, que emitió por primera vez en 2010. La cuarta temporada se estrenó el 19 de mayo de 2016. Es protagonizada por Richard Roxburgh como Rake Cleaver Greene, un brillante pero autodestructivo abogado de Sídney, en defensa de un cliente normalmente culpable. El programa se transmite en los Estados Unidos en Audience Network está disponible en Netflix en el Reino Unido, Irlanda, Canadá, Estados Unidos, los Países Bajos, la India y Australia. Una quinta temporada comenzó a producirse en octubre de 2017 y se estrenó el 19 de agosto de 2018.

## Sinopsis
La historia se centró en el brillante pero autodestructivo abogado Cleaver Greene y cómo este balancea tanto su vida personal como la laboral. Junto a él aparece el abogado David Potter quien es la pesadilla de Greene ya que David es un abogado honesto que está tratando de entrar a la política con la ayuda del procurador general Joe Sandilands. 
A ellos se les une Melissa Partridge una antigua prostituta que ahora se encuentra estudiando derecho y que se encuentra atrapada entre ser novia de David y ayudar a Greene un antiguo cliente del que se ha enamorado.
También aparecen el conservador y confiable abogado Barney Meagher, el mejor amigo de Greene a quien conoció en la escuela de derecho, Barney está casado con la abogada Scarlet Meagher, quien a pesar de amar a su esposo y tener tres hijos con él en ocasiones tiene aventuras con Greene. Por último está la exesposa de Cleaver, Wendy Greene, quien deja a su esposo después de descubrir una de sus tantas aventuras con una periodista y el hijo adolescente de ambos Fuzz Greene.

## Personajes[7]

### Principales
- Richard Roxburgh como Cleaver Greene.
- Danielle Cormack como Scarlet "Red" Engles.
- Matt Day como David "Harry-Sorry, David.
- Adrienne Pickering como Melissa "Missy" Partridge.
- Caroline Brazier como Wendy Greene.
- Keegan Joyce como Finnegan "Fuzz" Greene.
- Geoff Morrell como Joe Sandilands.
- Damien Garvey como Cal McGregor.
- Robyn Malcolm como Kirsty Corella.
- Steve Le Marquand como Col.
- Rhys Muldoon como Lincoln Lincoln.
- Kate Box como Nicole Vargas.

## Premios y nominaciones
| Año  | Categoría                                                         | Premio                           | Nominados                                     | Resultado |
| ---- | ----------------------------------------------------------------- | -------------------------------- | --------------------------------------------- | --------- |
| 2016 | Best Lead Actor In A Television Drama                             | AACTA Award                      | Richard Roxburgh                              | Nominado  |
| 2016 | Best Guest Or Supporting Actor In A Television Drama              | AACTA Award                      | Russell Dykstra                               | Nominado  |
| 2016 | Best Guest Or Supporting Actress In A Television Drama            | AACTA Award                      | Caroline Brazier                              | Nominada  |
| 2016 | Best Television Drama Series                                      | AACTA Award                      | Rake                                          | Nominado  |
| 2016 | Best Direction In A Television Drama Or Comedy                    | AACTA Award                      | Peter Duncan                                  | Ganó      |
| 2016 | Best Sound In Television (junto a Guntis Sics ASSG, Michol Marsh) | AACTA Award                      | Peter Hall y Olivia Monteith                  | Ganaron   |
| 2016 | Best Editing In Television                                        | AACTA Award                      | Mark Perry                                    | Nominado  |
| 2016 | Best Television - Series                                          | AWGIE Award                      | Andrew Knight                                 | pendiente |
| 2015 | Most Outstanding Actor                                            | Logie Award                      | Richard Roxburgh                              | Nominado  |
| 2015 | Most Outstanding Drama Series                                     | Logie Award                      | Rake                                          | Nominado  |
| 2015 | Lead Actor in a Television Drama                                  | AACTA Award                      | Richard Roxburgh                              | Nominado  |
| 2015 | Best Guest or Supporting Actor in a Drama                         | AACTA Award                      | Dan Wyllie                                    | Nominado  |
| 2015 | Best Drama Series                                                 | AACTA Award                      | Rake                                          | Nominado  |
| 2014 | Best Original Song Composed for the Screen                        | Screen Music Award               | David McCormack y Antony Partos               | Ganaron   |
| 2014 | Television - Series                                               | AWGIE Award                      | Peter Duncan                                  | Ganó      |
| 2014 | Television - Series                                               | AWGIE Award                      | Andrew Knight                                 | Nominado  |
| 2014 | TV Drama Series                                                   | Australian Directors Guild Award | Peter Duncan                                  | Nominado  |
| 2013 | Best Music for a Television Series or Serial                      | Screen Music Award               | Michael Lira, David McCormack y Antony Partos | Nominado  |
| 2013 | Television: Series (episodio "R v Floyd")                         | AWGIE Award                      | Andrew Knight                                 | Ganó      |
| 2013 | Television: Series (episodio "R v Greene")                        | AWGIE Award                      | Peter Duncan                                  | Nominado  |
| 2013 | Television: Series (episodio "R v Mohammed")                      | AWGIE Award                      | Peter Duncan                                  | Nominado  |
| 2013 | Most Outstanding Drama Series                                     | Silver Logie Award               | Rake                                          | Nominado  |
| 2013 | Best Lead Actor in a Television Drama                             | AACTA Award                      | Richard Roxburgh                              | Ganó      |
| 2013 | Best Television Drama Series                                      | AACTA Award                      | Ian Collie, Peter Duncan y Richard Roxburgh   | Nominados |
| 2012 | Best Television Drama Series                                      | AACTA Award                      | Ian Collie, Peter Duncan y Richard Roxburgh   | Nominados |
| 2011 | Best Music for a Television Series or Serial                      | Screen Music Award               | Michael Lira, David McCormack y Antony Partos | Ganó      |
| 2011 | Television Serie (por el episodio "R v Chandler ")                | AWGIE Award                      | Peter Duncan                                  | Ganó      |
| 2011 | Most Outstanding Actor                                            | Silver Logie Award               | Richard Roxburgh                              | Ganó      |
| 2011 | Most Outstanding Drama Series, Miniseries or Telemovie            | Silver Logie Award               | Rake                                          | Nominado  |
| 2011 | Most Outstanding Performance by an Ensemble in a Drama Series     | Equity Award                     | Elenco                                        | Ganó      |
| 2010 | Best Aussie Drama                                                 | TV Tonight Award                 | Rake                                          | Nominado  |
| 2010 | Favourite Male                                                    | TV Tonight Award                 | Richard Roxburgh                              | Nominado  |